# Glenrothes
Glenrothes (;  /ɡlɛnˈrɒθᵻs/, glen-ROTH-iss; em gaélico escocês:  Gleann Rathais) é uma cidade situada no coração de Fife, no centro-leste da Escócia. Está localizada a cerca de 30 milhas (48 km) tanto de Edimburgo, que fica ao sul, como de Dundee a norte. A cidade tinha uma população de 39,277 em 2011, de acordo com o censo daquele ano, tornando-se o terceiro maior assentamento em Fife, e o 8.º com mais população da Escócia. O nome de Glenrothes vem da sua ligação histórica com o Conde de Rothes, que possuía grande parte do terreno sobre o qual a nova cidade foi construída; "Glen" (escocês para vale) foi adicionado ao nome para evitar confusão com Rothes em Moray, e no reconhecimento de que a cidade fica situada no vale de um rio. O lema de Glenrothes é "Ex terra vis", que significa "Da força da terra", que remonta à fundação da cidade.
Planeada no final da década de 1940 como uma das primeiras novas cidades do pós-Segunda Guerra Mundial, o seu propósito original foi dar casa aos mineiros que estavam a trabalhar na recém-criada mina de carvão, a Rothes Colliery. Após o encerramento das minas, a cidade desenvolveu-se como um importante centro industrial no Silicon Glen da Escócia entre 1961 e 2000, com várias empresas do ramo electrónico e de alta tecnologia a instalarem-se na cidade. A Glenrothes Development Corporation (GDC), um organismo público não-departamental, foi estabelecido para desenvolver, gerir e promover a nova cidade. A GDC, suportada pela autarquia, supervisionou o governo de Glenrothes até ao fim da GDC em 1995, após o qual toda a responsabilidade foi transferida para o Conselho de Fife.
Glenrothes é um importante centro de serviços e é a capital administrativa da Fife, contendo o tanto o Conselho de Fife como a sede da Divisão da Polícia Escocesa de Fife. É um centro de excelência nos sectores da electrónica de alta tecnologia e da produção, com várias organizações tendo a sua sede global em Glenrothes. Os serviços públicos e as indústrias de serviços são também importantes para a economia da cidade. Dentre os principais empregadores destacam-se a Bosch Rexroth (fabrico de equipamento hidráulico), Brand Rex (fabrico de fibra óptica), Fife College (ensino) e a Raytheon (defesa e electrónica). Glenrothes é única em Fife, dado que a maioria do centro da cidade estar no interior do maior centro comercial da cidade, o Kingdom Shopping Centre. Os serviços públicos incluem um centro regional de desporto e lazer, dois campos de golfe, grandes parques, um centro cívico e teatro, e um campus universitário.
A cidade ganhou vários prémios horticultura nos concursos "Bela da Escócia" e "a Grã-Bretanha em Flor" pela qualidade do seus parques e paisagismo. Glenrothes tem inúmeras esculturas ao ar livre e obras de arte, resultado do compromisso dos artistas da cidade no início do desenvolvimento da cidade. A via A92 é o principal acesso à cidade, passando através de Glenrothes e ligando-a à maior auto-estrada da Escócia e à rede de estradas nacionais. No centro da cidade encontra-se uma grande estação de autocarros, a qual fornece ligações regionais e locais às localidade vizinhas.